# Emanuel Gurgel
Emanuel Gurgel de Queiroz (Jaguaribe, 7 de fevereiro de 1953) é um empresário e ex-árbitro de futebol brasileiro. Ficou conhecido na década de 1990, quando começou a investir em bandas de forró e, posteriormente, montar sua empresa em 1991, a SomZoom. Comumente tem seu nome associado por ter popularizado o forró eletrônico pelo Brasil. Hoje possui cinco bandas de forró, uma gravadora, uma rádio, uma fazenda e investimentos em produtos que levam o nome de sua banda mais popular, o Mastruz com Leite. Alguns de seus empreendimentos são comandados atualmente pelos filhos.